# Zumbis do Espaço
Zumbis do Espaço (Portugiesisch für: Zombies aus dem All) sind eine brasilianische Horrorpunk-Band aus Taubaté im Bundesstaat São Paulo.

## Bandgeschichte

### Bis 1999
Die drei Freunde Tor, Zumbilly und Gargoyle gründeten die Gruppe 1996 in Taubaté. Ihre gemeinsame Leidenschaft für Horrorfilme, B-Movies und Comics spiegelt sich seither in den portugiesisch vorgetragenen Texten der Gruppe wider, die als bedeutendste brasilianische Horrorpunkband gilt.
Sie nahmen ein erstes Demo mit vier Stücken auf. Daraufhin erhielten sie die Möglichkeit, ein Album zu veröffentlichen. Sie nahmen weitere Stücke auf und ihr Debüt A Invasão (dt.: Die Invasion) erschien noch 1996. Am 15. Februar 1997 trat die Band erstmals öffentlich auf, im Black Jack, einem Underground-Konzertklub in São Paulo. Gargoyle verließ danach aus persönlichen Gründen die Band, und der ehemalige Street Bulldogs-Musiker Fábio "El Phantasma" Balbo übernahm für ihn den Bass. Die Gruppe nahm 1997 ihre erste EP auf, Clássicos do Inferno (dt.: Klassiker der Hölle). 1998 traten sie in der Sendung Ultrasom bei MTV Brasil auf, und veröffentlichten ihre zweite EP, Pesadelo Brasileiro (dt.: Brasilianischer Albtraum).
1999 verunglückte El Phantasma bei einem Verkehrsunfall tödlich, und die Band ließ ihre Tätigkeiten ruhen. Gargoyle kehrte etwas später in die Band zurück, und sie beschlossen, die EP O Despertar da Besta (dt.: Das Aufwachen der Bestie) im Gedenken an den Verstorbenen zu veröffentlichen. Die Gruppe nahm ihre Tätigkeiten nun wieder auf und brachte Ende 1999 das Album Abominável Mundo Monstro (dt.: Abscheuliche Monster-Welt) heraus. Der Titel ist eine Anspielung auf den bekannten Titel des Buchs Schöne neue Welt (port.: Admirável Mundo Novo) und den ihn verballhornenden Buchtitel Admirável Brasil Novo (dt.: Bewundernswertes Neues Brasilien) von Ruy Tapioca.

### 2000–2009
Am 9. Dezember 2000 nahm die Band ihr erstes Livealbum auf, im Hangar 110 in São Paulo. 2001 erschien das Livealbum unter dem Titel O Mal Nunca Morre (dt.: Das Böse stirbt nie), und sie spielten mit Marky Ramone & the Intruders bei einer Reihe seiner Konzerte in Brasilien. Am ersten Tag des Festivals des Thirteen-Schallplattenlabels des Sängers Tor im Hangar 110 traten auch die Zumbis do Espaço auf. Bei den Liedern Prostíbulo do Inferno (dt.: Bordell der Hölle) und Vampira kamen zwei Go-Go-Girls auf die Bühne, was zu heftigem Unmut anwesender Feministen und in der Folge zu Diskussionen in der brasilianischen Punkszene führte.
2002 erschien ihr Album Aberrações Que Somos (dt.: Irritierende Abweichungen die wir sind), das von der Band als ein wichtiger Entwicklungsschritt gesehen wurde, in Hinsicht auf Songwriting und Sound. Im gleichen Jahr erschien in Deutschland unter dem Titel Spiele des Horrors 1996-99 eine Zusammenstellung ihrer bisherigen Alben mit zwei bis dahin unveröffentlichte Stücken. Noch im gleichen Jahr nahmen sie ein Stück für den Kurzfilm Crônicas de um Zumbi Adolescente (dt.: Chroniken eines heranwachsenden Zombies), und eine Version des Stückes Verme für das Tributealbum für die brasilianische Oi!-Punk-Band Garotos Podres auf.
Es folgte eine Split-CD mit der brasilianischen Punkband Grinders, auf der sich beide Bands gegenseitig und zudem bekannte Punklieder covern. 2004 trat die Band in der MTV-Sendung Gordo a Go-Go des Ratos-de-Porão-Sängers Gordo auf, und nahm ein neues Album auf, auf dem sie auch Elemente der Country-Musik einfließen ließen. Das 2005 unter dem Titel Aqui Começa o Inferno (dt.: Hier beginnt die Hölle) veröffentlichte Album wurde ihr bisher größter Erfolg und erlangte die Aufmerksamkeit der Musikpresse des Landes. Bei ihrem Konzert am 1. September 2005 zeichnete die Band dann im Liveclub Vegas in São Paulo ihre erste DVD unter dem Titel Ao Vivo em Vegas (dt.: Live in Vegas) auf, die im Mai 2006 zusätzlich mit Interviews, Videoclips der Band und des Solo-Projektes des Sängers Tor ausgestattet erschien. 2009 ging die Gruppe dann für ein neues Album ins Studio. Am 1. August 2009 spielte die Band in der Bar do Zé in Campinas ihr letztes Konzert mit Gitarrist Hank Alien. Für ihn kam nun Renato Machado in die Gruppe.

### Seit 2010
2010 erschien Destructus Maximus, das u. a. mit Korzus-Gastmusikern aufgenommen wurde. Neben der CD-Version erschien auch eine Auflage als LP in schwarzem Vinyl, mit einem Extra-Song. Im Mai des Jahres erschienen auch ihre ausverkauften Alben Horror Rock Deluxe und Aqui Começa o Inferno jeweils neu als Digipack mit Bonusstücken und Linernotes. Sie spielten zudem auf dem traditionellen Halloween-Festival im Hangar 110, das in dem Jahr vom 29. Oktober bis 1. November stattfand. Ihr Konzert vom 29. Oktober wurde 2011 als DVD veröffentlicht, und etwas später wurde auch ihr ausverkauftes Album Aberrações Que Somos als Digipack mit drei Bonusstücken neu aufgelegt. Etwa zur gleichen Zeit erschien ihre Live-10"LP Destructour – O Chamado da Estrada (dt.: Destructour – Der Ruf der Straße), die die erste Picture Disc im 10"-Format einer brasilianischen Band war. Die Aufnahmen stammten von ihrem Auftritt 2009 im Hocus Pocus in São José dos Campos.
2012 erschien mit Nós Viemos Em Paz (dt.: Wir kommen in Frieden) das neue Album, dessen Artwork von Ed Repka gestaltet wurde, und das sowohl als Digipack-CD, als auch als farbige LP in den Farben Orange, durchsichtiges Orange und Magenta erschien. Im Dezember 2012 wurden zwei ältere Alben als LPs wieder aufgelegt. Destructus Maximus wurde in magentafarbenem Vinyl wiederveröffentlicht, und zum 10-jährigen Jubiläum ihres Albums Aberrações Que Somos erschien dieses in den Farben Rot, durchsichtigem Rot und Schwarz neu.

## Diskografie
- 1996: A Invasão 4-Song-Kassette
- 1996: A Invasão 15-Song-CD
- 1997: 3 Clássicos do Inferno CD-EP
- 1997: 3 Clássicos do Inferno 3-Song-7"EP (30 Stück in schwarzem Vinyl, 170 in blauem Vinyl, und 500 Stück in gelbem Vinyl)
- 1998: Pesadelo Brasileiro 5-Song-CD-EP
- 1999: O Despertar da Besta 5-Song-CD-EP
- 2000: Horror Rock Deluxe 17-Song-CD (Sammlung der EPs, Samplertracks und unveröffentlichten Stücken)
- 2000: Abominável Mundo Monstro 15-Song-CD und -Kassette
- 2001: O Mal Nunca Morre 17-Song-Live-CD
- 2001: A Invasão 16-Song-LP (Wiederveröffentlichung des Debütalbums mit einem Bonusstück; die ersten nummerierten 100 Exemplare in durchsichtigem Vinyl, die Exemplare 101 bis 300 in blauem Vinyl, und die Nummern 301 bis 500 in grünem Vinyl)
- 2002: Aberrações Que Somos 17-Song-CD
- 2002: Spiele des Horrors 1996-99 25-Song-CD (deutsche Best-of-Veröffentlichung mit zwei unveröffentlichten Stücken)
- 2003: Aberrações ao vivo Live-CD
- 2004: Split-CD mit der Band Grinders
- 2005: Aqui Começa o Inferno CD
- 2009: Destructus Maximus CD und LP (schwarzes Vinyl, mit einem Bonusstück)
- 2011: Destructour – O Chamado da Estrada 10"-Live-LP
- 2012: Nós Viemos em Paz CD und LP

## DVDs
- 2006: Ao Vivo em Vegas Live-DVD
- 2011: Halloween 2011 Live-DVD